# 矢部善蔵

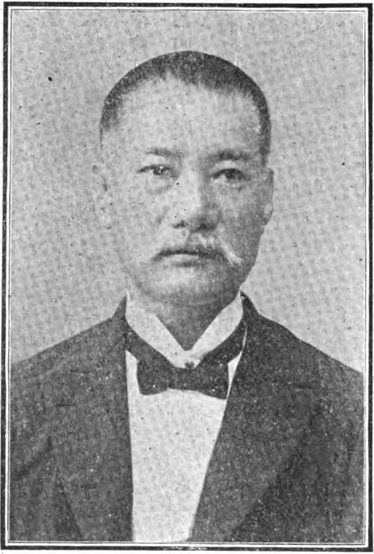
矢部善蔵

矢部 善蔵（やべ ぜんぞう、1852年（嘉永5年） - 1910年（明治43年）9月21日）は、明治時代の教育者、師範学校校長などを務め、京都女子学園（京都女子大学）の基礎を創った。

## 経歴
掛川藩士として静岡県に生まれる。藩校教養館で漢学、英学校で英書を学び、さらに慶應義塾に在学した後、明治7年（1874年）から京都慶應義塾、大阪慶應義塾の教師として赴任する。その後、土佐で立志社の片岡健吉らが設立した立志学舎へ招かれ、自由民権運動に携わる。慶應義塾へ戻った後、明治11年（1878年）12月より広島県中学校長兼広島師範学校長となる。広島離任後は、大阪府第一番中学校（現・大阪府立北野高等学校）・埼玉県尋常師範学校（埼玉師範学校）・滋賀県商業学校（現・滋賀県立八幡商業高等学校）・旧制徳島中学校（現・徳島県立城南高等学校）の校長を歴任し、退職後に京都二条に京都高等女学校を開いて経営する。のちに、西本願寺の大谷籌子が設立した文中女学校と合併し、京都女子高等専門学校となった。

## 親族
JCRファーマ創業者の芦田信は曾孫。第6代名古屋大学総長の芦田淳は孫の夫。

## 著書
- 『大日本帝国図』